# Lötschberg (Schiff)

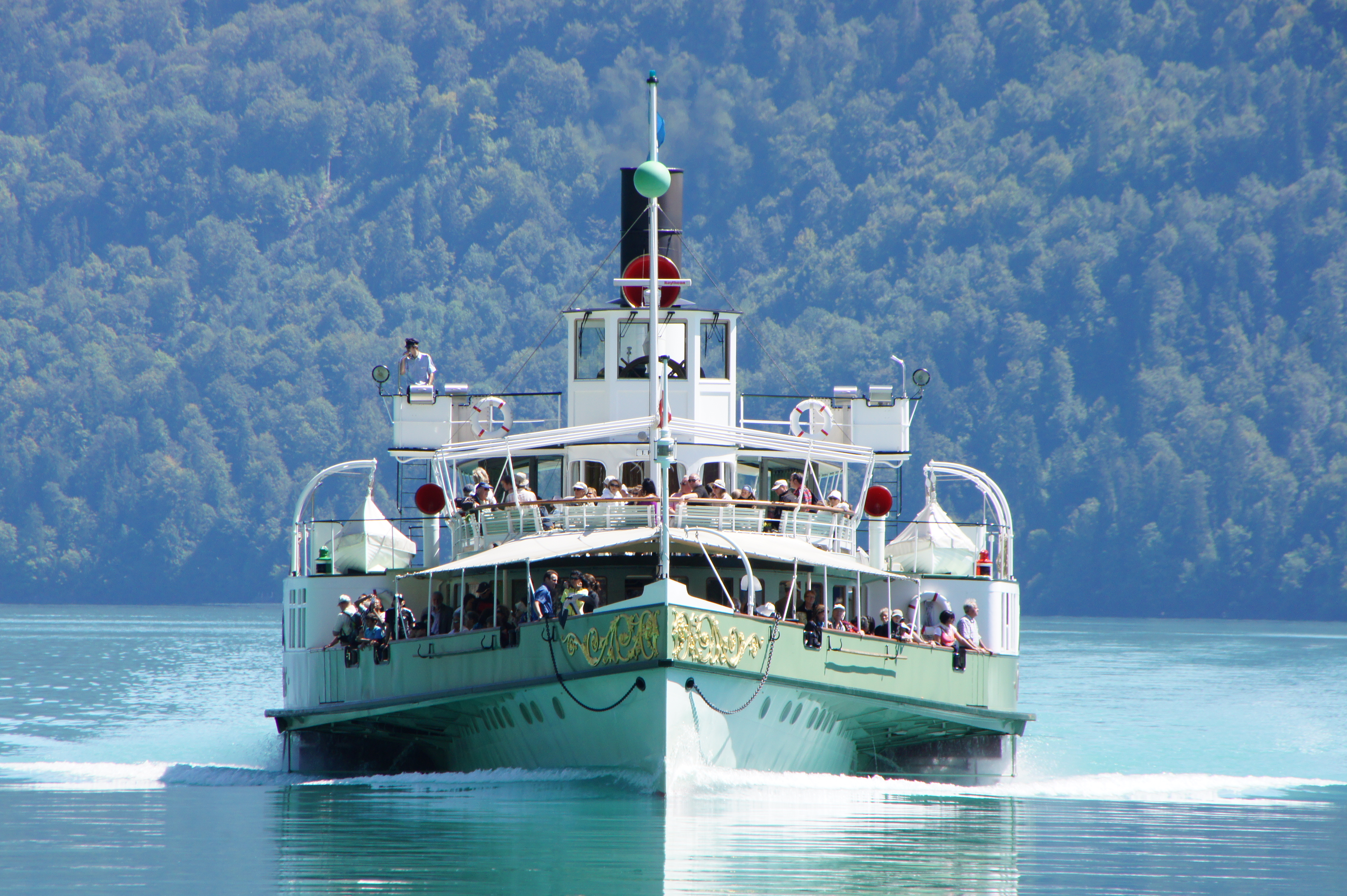
DS Lötschberg in Frontalsicht (2011)

Die Lötschberg ist ein 1914 erbauter Schaufelraddampfer, der als einziges Dampfschiff (DS) auf dem Brienzersee verkehrt. Das Schiff ist nach dem Alpenübergang Lötschberg benannt. Es wird von der BLS Schifffahrt betrieben und verkehrt im Fahrplan- und Ausflugsverkehr.

## Geschichte
Der Salondampfer Lötschberg wurde als 299. und letzter Raddampfer von der Firma Escher, Wyss & Cie. in Zürich gebaut und am 25. Juli 1914 in Betrieb genommen. Nach nur neun Tagen wurde er wegen des Ausbruchs des Ersten Weltkriegs für Jahre stillgelegt. Später verkehrte das Schiff bis 1923 nur an zwei Tagen pro Woche. Während der Zeit des Zweiten Weltkriegs fuhr das Schiff nur an schönen Sonntagen. Statt mit Steinkohle wurde mit Holz geheizt. 1968 wurde der Treibstoff auf Heizöl umgestellt.
Im Winter 2000/2001 erhielt die Lötschberg eine umfangreiche Generalrevision mit Kesselersatz, die vier Millionen Schweizer Franken kostete. 2008 würdigte der Internationale Rat für Denkmalpflege ICOMOS die sorgfältige und nach denkmalpflegerischen Grundsätzen erfolgte Restaurierung des Salondampfers mit der «Besonderen Auszeichnung 2008».